# Skarvet
Skarvet (norwegisch für Blanker Felsen) ist rund 1300 m hoher Nunatak im ostantarktischen Enderbyland. Er ragt 7,4 km westlich des Skorefjell auf.
Norwegische Kartographen, die ihn auch benannten, kartierten ihn 1946 anhand von Luftaufnahmen der Lars-Christensen-Expedition 1936/37.